# سوگندنامه پنج‌ماده‌ای

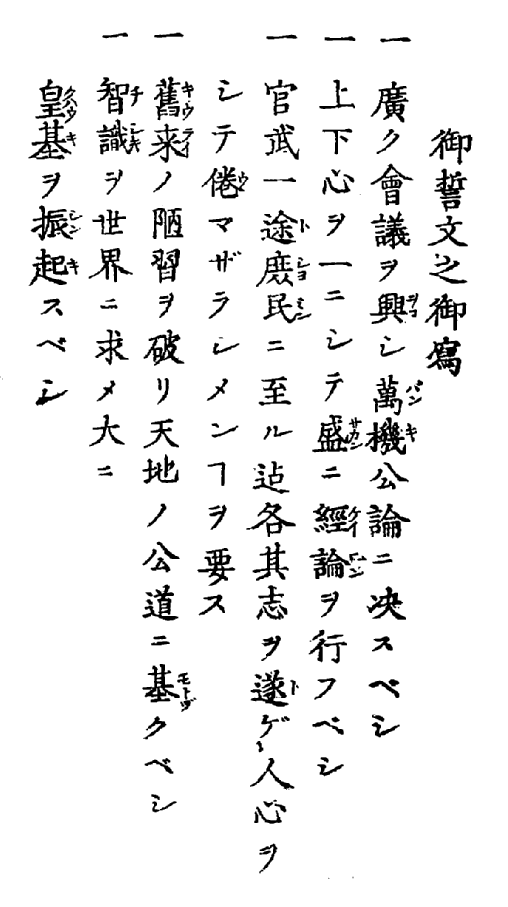
سوگندنامه پنج‌ماده‌ای، آنگونه که به صورت رسمی منتشر شد

سوگندنامه پنج‌ماده‌ای (به ژاپنی: 五箇条の御誓文, Gokajō no Goseimon) در هفتم آوریل ۱۸۶۸، به هنگام تاج‌گذاری امپراتور مِی‌جی اعلام شد. این سوگندنامه هدف‌های اصلی دوران امپراتوری مِی‌جی را روشن کرده و بنیانی قانونی برای مدرن‌گرایی ژاپن بنا می‌نهد. پنج ماده این سوگندنامه به شرح زیر است:
1. برپایی شورای مشورتی.
2. همکاری همه طبقات در اداره امور مملکتی.
3. الغای قانون‌های تجمل‌ستیز و حذف محدودیت‌های طبقاتی در استخدام.
4. جایگزین کردن قانون‌های منصفانه طبیعی به جای سنت‌های نادرست.
5. جستجوی جهانی دانش به منظور تقویت بنیاد حکومت امپراتوری.